# Kalocora aurea
Kalocora aurea là một loài chuồn chuồn kim thuộc họ Protoneuridae. Đây là loài đặc hữu của Colombia. Môi trường sống tự nhiên của chúng là sông ngòi. Chúng hiện đang bị đe dọa vì mất môi trường sống.